# Drepanolejeunea angustifolia
Drepanolejeunea angustifolia là một loài Rêu trong họ Lejeuneaceae. Loài này được Grolle mô tả khoa học đầu tiên..